# Mogyoród
Mogyoród es un pequeño pueblo tradicional en el condado de Pest, Hungría. La batalla de Mogyoród tuvo lugar aquí el 14 de marzo de 1074, entre Salomón, rey de Hungría y sus primos Géza y Ladislaus, que reclamaban derechos al trono. Para conmemorar la victoria, se instalaron los puntos de referencia László, estableciendo un monasterio en la montaña Klastrom. Entre los lugares de interés del pueblo se encuentra la iglesia católica, construida entre 1745 y 1749, la estatua de San Juan de Nepomuceno, tallada en piedra, y la parroquia barroca construida por el obispo de Vác. El hipódromo y el circuito de carreras de Hungaroring se encuentra en la ciudad.

## Ubicación
La ciudad está a 18 km de Budapest junto a la  autopista M3 en el valle de las colinas de Gödöllői. Su punto más alto es la montaña Somlyó, (Gyertyános 326m) que se puede ver desde la autopista o la HÉV. Mucha gente viene a vivir aquí debido a su proximidad a Budapest mientras conserva la tranquilidad del país.
| Noroeste: Fót    | Norte: -       | Nordeste: Szada  |
| Oeste: Fót       |                | Este: Gödöllő    |
| Suroeste: Csömör | Sur: Kistarcsa | Sureste: Kerepes |

## Historia

### Origen del nombre
El nombre de la ciudad deriva de la palabra húngara para avellana, y se puede traducir aproximadamente como "rica en avellanas". Aunque hoy en día hay solo unos pocos arbustos de avellana, la tradición local sostiene que el presbiterio de la ciudad todavía tiene el primero de la ciudad.
El nombre de la ciudad se puede encontrar en muchos documentos como "Mogyoród" en el alfabeto occidental, en documentos fiscales turcos como "Magoród" y "Mogyorós", y en cartas eclesiásticas extranjeras como "Monorond", "Mangerat", "Munerod". y "Mamorade".

#### Batalla de Mogyoród
El papel más auténtico de la batalla es una carta del Sacro Imperio Romano Germánico de finales del año 1074, que no dice el lugar de la batalla pero contiene que el rey húngaro, Salamon, perdió la batalla. El siguiente recurso en el tiempo es del 'Képes Krónika' (Chronicon Pictum) que da detalles de la batalla:
 El único lugar importante cerca de la batalla fue Zymgota (Cinkota), que está cerca de la montaña Monorod ("rica en avellanas") en la que se libró la batalla. La única forma de encontrar el lugar exacto para encontrar el massgrave que fue creado por la pelea, porque los escritos de esa época no se pueden usar ahora porque no son ciertos para lo que encontramos en la tierra en estos días (sobre todo por la ubicación de los bosques y los prados). 
 Antes de la batalla en Vác Géza prometió que si ganaban, haría que se construyera la Catedral de la Mitra de Vác en Honor a María. Ladislao I de Hungría  justo antes de la pelea - gracias a sus visiones - hizo una promesa similar de que se construiría una iglesia a  San Martín en el lugar de la batalla.
Antes de la lucha, Ladislao I de Hungría y Géza de Hungría por la idea de Ladislao - cambiaron sus insignias para que pudieran desconcertar al enemigo que ya sabía que Ladislao es mejor en estrategia que Géza. El enemigo cometió grandes errores gracias al cambio en la lucha que dio la victoria al príncipe lo que hizo que la larga discusión terminara.
Después de la batalla, se construyó la iglesia para honrar a San Martín.
Según los datos del Chronicum Pictum la fecha de la batalla fue el viernes 14 de marzo de 1074.
El edificio que se construyó fue una iglesia con un monasterio. El Chronicum Pictum, menciona por primera vez el monasterio con su abad en 1 235 en una carta del Papa. Es fácil localizar los edificios hoy en día en Mogyoród. Deberían estar en algún lugar cerca de la zona de Klastromdomb, Templomhegy o Kővár. Estas son las partes de la ciudad actual. Sin embargo, en las construcciones de los siglos XVIII y XIX no se ve ninguna ruina. Las excavaciones demuestran que en los siglos XI y XII había una pequeña iglesia, y que más tarde la transformaron en una iglesia más grande.

#### Estados mongol y tártaro en Mogyoród
En marzo de 1241, los tártaros organizaron una ofensiva contra el pueblo y el monasterio, y continuaron hasta el Danubio, donde atacaron Vác. Debido a que no podían cruzar el río, utilizaron Vác como base desde la cual atacar áreas al este y al norte.
En febrero de 1242, los tártaros cruzaron el Danubio helado para montar varios ataques contra Mogyoród.
No se sabe cuánto daño infligieron los tártaros, pero se sabe que se llevaron todos los animales y todos los productos, y mataron alrededor del 50-60% de la población, además de quemar muchos edificios.

#### ElsigloXIV
En la primera época del siglo XIV, la existencia de la abadía de Mogyoród estuvo en peligro, pero gracias al abad de Ggaramszentbenedek y al obispo de Eger, entre 1338-1342 volvió a cobrar vida. La abadía adquirió cada vez más importancia y comenzaron unos 70 años de prosperidad: en 1366 era el lugar del capítulo, y a principios del siglo XV, los abades seguían las órdenes del papa en grandes proyectos. 

## Economía

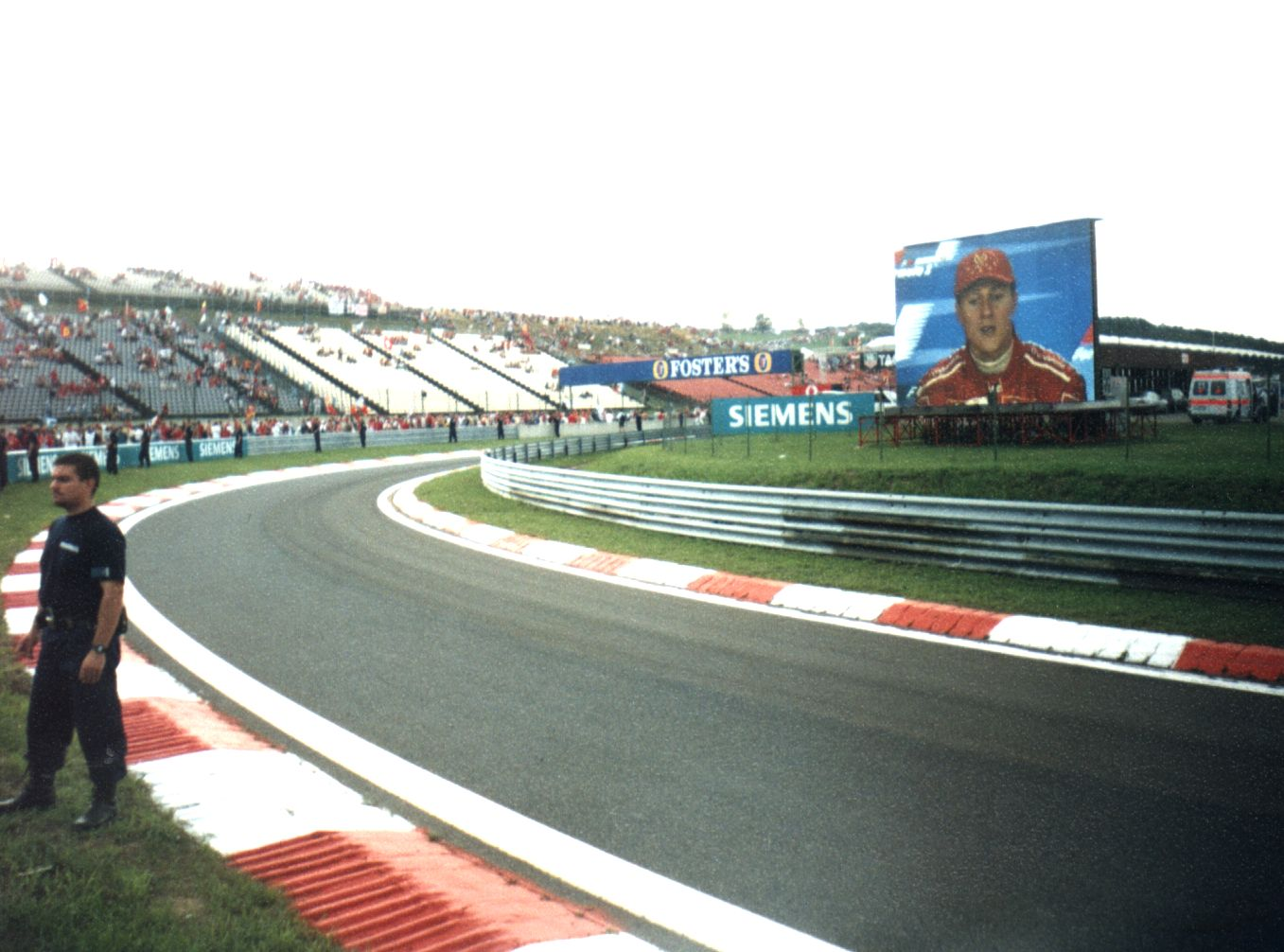
Michael Schumacher en el Hungaroring.

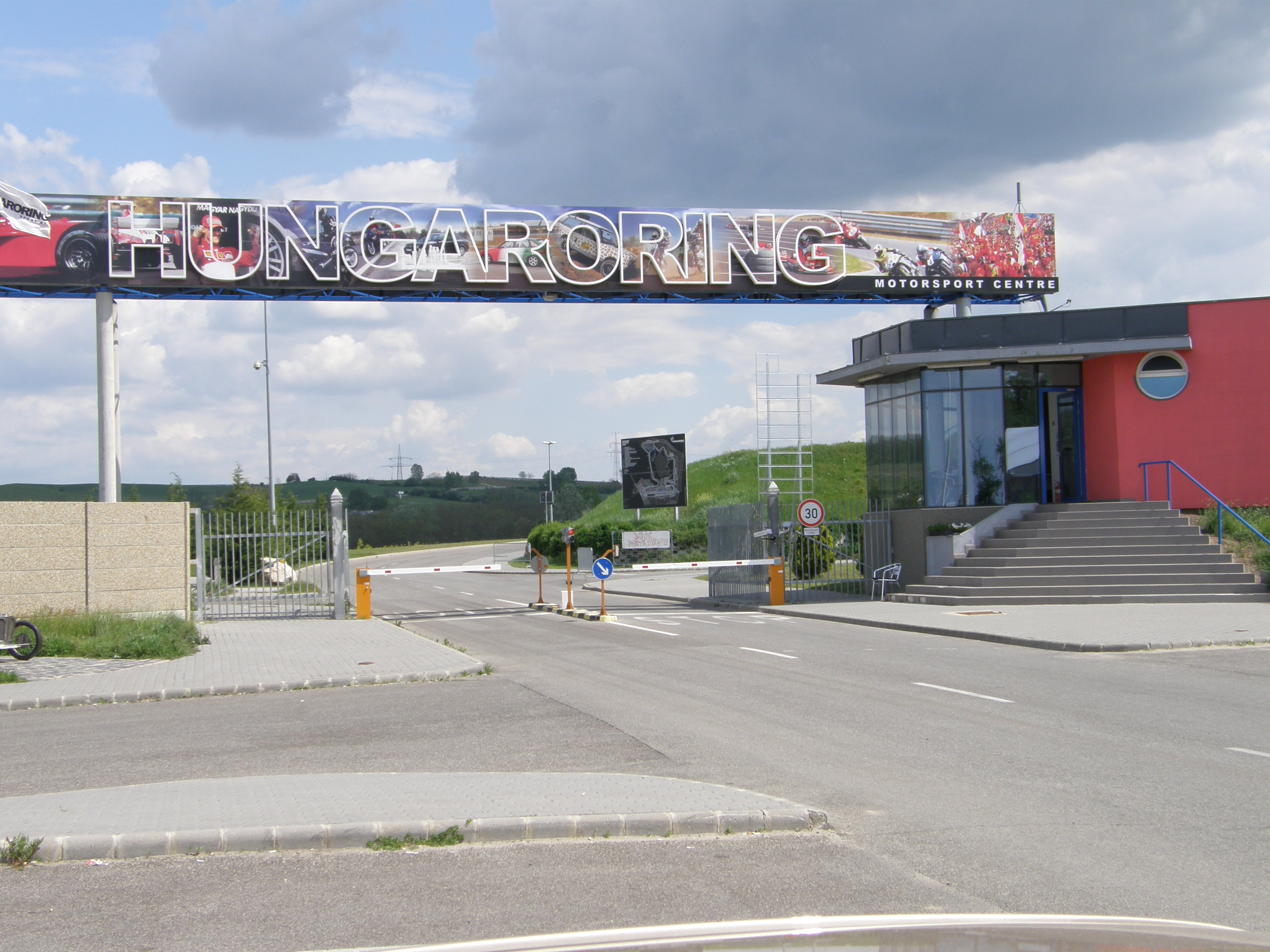
Una entrada del Hungaroring

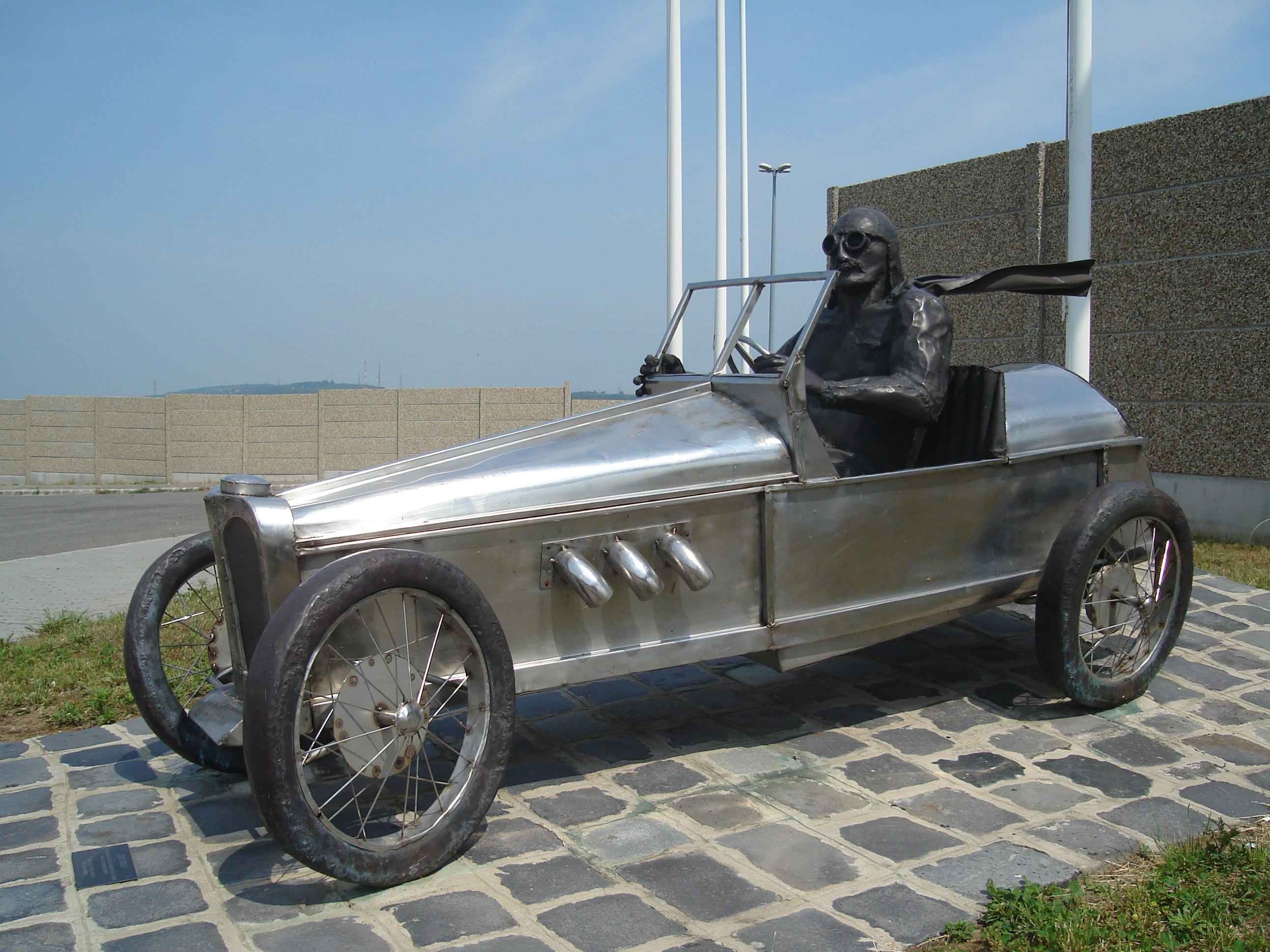
La estatua de Ferenc Szisz, un Húngaro piloto de carreras, el ganador del primer Gran Premio de carreras de motor el 26 de junio de 1906

Los principales ingresos del pueblo provienen del turismo. El Gran Premio de Hungría es famoso en todo el mundo. Mucha gente visita las carreras que se celebran en el autódromo de Hungaroring. Los torneos son muy frecuentes, alrededor de una veintena de carreras de autos y motor a nivel nacional se realizan cada año. Y también hay otros programas (exposiciones de coches, carreras privadas, torneos gratuitos, carreras de bicicletas, competiciones de running, etc.). Otra vista principal del asentamiento es el Aquapark de Mogyoród, que es uno de los parques acuáticos más famosos de Hungría. Las personas famosas suelen visitar el parque (por ejemplo, pilotos de Fórmula 1, artistas, cantantes, celebridades, etc.). La mayor parte del territorio del pueblo está formado por parcelas de fin de semana con casas de fin de semana, que son casas de verano de muchas personas de Budapest.

## Cosas para ver
- Iglesia católica (Barroco, 1749, construida sobre las ruinas del antiguo monasterio de la Orden de San Benito)
- Kalvaria y la estatua de Juan de Nepomuk siglo XVII)
- Hungaroring
- Pince sor (bodegas en una calle)
- Plaza principal
- Aquaréna[2] (parque acuático)
- Al sur de la ciudad está  Csörsz árok.

## Residentes notables
- Károly Bebo,  Húngaro escultor y constructor